# Francisco de Burgos Mantilla

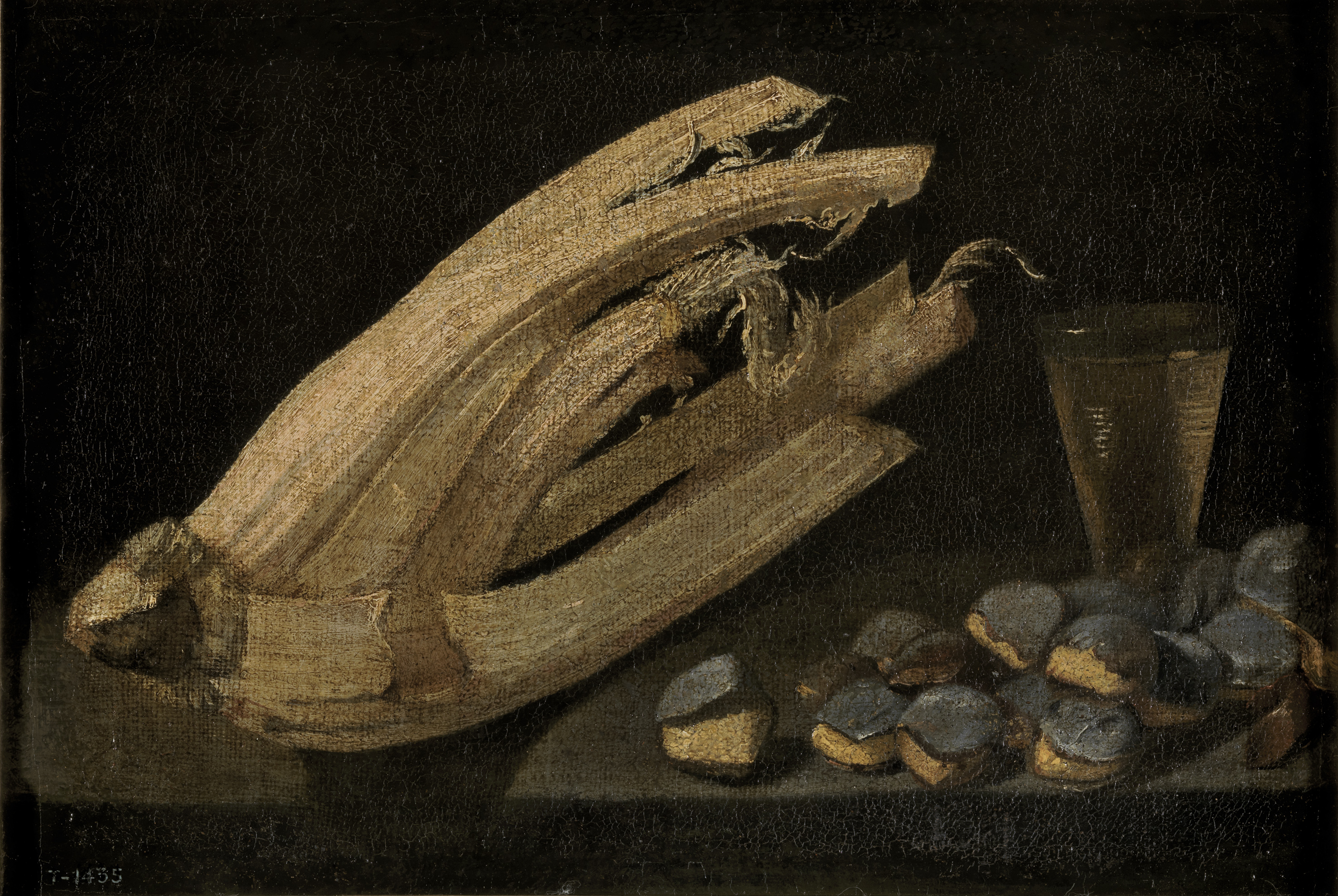
Bodegón, h, 1630. Óleo sobre lienzo, 30 x 44 cm. Madrid, Museo Nacional del Prado

Francisco de Burgos Mantilla (Burgos, h. 1610-Madrid, 1672) fue un pintor barroco español, discípulo de Pedro de las Cuevas y, más adelante, relacionado con Velázquez con algún vínculo de aprendizaje según afirmaba su amigo Lázaro Díaz del Valle y recogió Antonio Palomino.

## Biografía y obra
En las informaciones que se hicieron para la concesión del hábito de la Orden de Santiago a Velázquez (1658), Burgos Mantilla declaró tener cuarenta y nueve años y ser natural de la ciudad de Burgos, aunque se había trasladado a Madrid con ocho años. Conocía a Velázquez desde hacía treinta y cuatro años, es decir, desde que el declarante rondaba los quince y a poco de llegar Velázquez a Madrid. Y sabía que Velázquez no había usado de su oficio de pintor más que al servicio del rey, como su pintor de cámara, sin haber tenido nunca tienda ni aparador; pero no llegaba a declararse su discípulo aunque hiciese hincapié en la «mucha noticia» que de él tenía. Díaz del Valle añadió que era hijo de un abogado de la Real Audiencia de Burgos.
Del inventario de sus bienes hecho en junio de 1648, con motivo de su tercer enlace matrimonial, del que se desprende que el pintor disfrutaba de una vida acomodada, pueden extraerse interesantes conclusiones sobre su actividad como pintor, que abarcaba todos los géneros. En primer lugar, disponía de un retrato pequeño de Felipe IV a caballo, copia de Velázquez, con un caballo blanco y dos cabezas, una de ellas retrato del conde de Siruela, copiadas también de Velázquez, además de una Cleopatra y otra cabeza de joven que se dicen originales del sevillano. Abundantes son las obras devocionales, copias en su mayoría de maestros italianos del siglo XVI, encabezados por Tiziano, en lo que parece ser su auténtica especialización —la copia de otros maestros, para lo que disponía de un elevado número de dibujos y grabados—, aunque Díaz del Valle elogie sobre todo sus retratos hechos del natural, en los que siempre, según decía, procuró imitar la «admirable manera» de Velázquez. Por último se pueden destacar dos floreros, otro lienzo de figuras y flores y un racimo de uvas, obras que testifican su ocupación en este género del bodegón, al que también pertenece «Un lienzo de tres cuartas de flores y granadas, copia de Balderramen», es decir, de Juan van der Hamen.
A este género pertenece precisamente la única obra firmada que se conserva de Burgos Mantilla, un Bodegón de frutos secos (Yale, University Art Gallery) firmado Fco. Burgensis Mantilla ft. 1631, obra, por tanto, muy temprana y de intenso tenebrismo, que no permite conocer la evolución del pintor en contacto con Velázquez, pero que ha servido para que en el Museo Nacional del Prado se le atribuya un bodegón de carácter semejante.